# Ectoedemia preisseckeri
Ectoedemia preisseckeri is een vlinder uit de familie dwergmineermotten (Nepticulidae). De wetenschappelijke naam is voor het eerst geldig gepubliceerd in 1941 door Klimesch.
De soort komt voor in Europa.